# Bianca Poggianti
Bianca Maria Poggianti (Pisa, 5 aprile 1967) è un'astronoma italiana.

## Biografia
Bianca Poggianti è nata a Pisa, figlia del medico Rimaco Poggianti e della maestra Anna Paola Giovannini. Ha conseguito la laurea in fisica all'Università di Pisa nel 1991 e il dottorato di ricerca in astronomia presso l'Università di Padova nel 1994.
Specializzata nello studio degli ammassi di galassie e la loro evoluzione, Poggianti è stata membro del Progetto Morphs: uno studio internazionale sulla forma ed evoluzione delle galassie in ammassi distanti. È nota per le sue ricerche sulla correlazione tra le dimensioni delle galassie e i tempi di formazione stellare, sugli effetti del mezzo intergalattico e sul movimento delle galassie all'interno degli ammassi. Dal 2015 alla guida del progetto G.A.S.P. ha studiato la pressione ram che si ritiene rimuova i gas dalle galassie nei grandi ammassi, portando in questo modo alla formazione di galassie meduse, alla cessazione della formazione di stelle nelle galassie striate e alla formazione di nuclei galattici attivi al centro di queste.
Nel 2019 è stata insignita del premio "Friedrich Wilhelm Bessel Research Award" dalla Alexander von Humboldt Foundation. L'11 novembre 2023 è entrata a far parte dell'Accademia dei Lincei in qualità di Socia Corrispondent e il 1º gennaio 2024 è stata nominata Direttrice di I.N.A.F. Istituto Nazionale di Astrofisica - Osservatorio Astronomico di Padova, prima donna a ricoprire tale incarico.